# Repêchage d'entrée dans la LNH 2025
2024 2026
Le repêchage d'entrée dans la Ligue nationale de hockey 2025 est le 63e repêchage d'entrée de l'histoire de la Ligue nationale de hockey (LNH). Il est prévu les 27 et 28 juin 2025 au Peacock Theater à Los Angeles.

## Joueurs éligibles
Pour pouvoir être sélectionné lors de ce repêchage, un joueur doit remplir une des trois conditions suivantes :
- être né entre le 1er janvier 2005 et le 15 septembre 2007 ;
- être né lors de l'année 2003, ne pas avoir été déjà choisi par une équipe de la LNH et n'être ni canadien ni américain ;
- être né après le 30 juin 2003, avoir été sélectionné au repêchage de 2023 et ne pas avoir signé de contrat d'entrée.

## Meilleurs espoirs
| Rang | En Amérique du Nord           | En Europe                         |
| ---- | ----------------------------- | --------------------------------- |
| 1    | Matthew Schaefer (défenseur)  | Anton Frondell (centre)           |
| 2    | Michael Misa (centre)         | Victor Eklund (ailier droit)      |
| 3    | James Hagens (centre)         | Milton Gästrin (centre)           |
| 4    | Jake O'Brien (centre)         | Vojtěch Čihař (ailier gauche)     |
| 5    | Radim Mrtka (défenseur)       | Aleksandr Jarovski (ailier droit) |
| 6    | Porter Malone (ailier droit)  | Eddie Genborg (ailier droit)      |
| 7    | Caleb Desnoyers (centre)      | Eric Nilson (centre)              |
| 8    | Roger McQueen (centre)        | Jakob Ihs-Wozniak (centre)        |
| 9    | Kashawn Aitcheson (défenseur) | Kourban Limatov (défenseur)       |
| 10   | Carter Bear (ailier gauche)   | Theodor Hallquisth (défenseur)    |

| Rang | En Amérique du Nord | En Europe             |
| ---- | ------------------- | --------------------- |
| 1    | Joshua Ravensbergen | Piotr Andreïanov      |
| 2    | Lucas Beckman       | Semion Frolov         |
| 3    | Michal Pradel       | Elijah Neuenschwander |

## Le repêchage

### Premier tour

#### Sélection
| Rang | Joueur              | Position | Nationalité | Équipe LNH                                                          | Repêché de                              |
| ---- | ------------------- | -------- | ----------- | ------------------------------------------------------------------- | --------------------------------------- |
| 1    | Matthew Schaefer    | D        | Canada      | Islanders de New York                                               | Otters d'Érié (LHO)                     |
| 2    | Michael Misa        | C        | Canada      | Sharks de San José                                                  | Spirit de Saginaw (LHO)                 |
| 3    | Anton Frondell      | C        | Suède       | Blackhawks de Chicago                                               | Djurgården Hockey (Allsvenskan)         |
| 4    | Caleb Desnoyers     | C        | Canada      | Mammoth de l'Utah                                                   | Wildcats de Moncton (LHJMQ)             |
| 5    | Brady Martin        | C        | Canada      | Predators de Nashville                                              | Greyhounds de Sault-Sainte-Marie (LHO)  |
| 6    | Porter Martone      | AD       | Canada      | Flyers de Philadelphie                                              | Steelheads de Brampton (LHO)            |
| 7    | James Hagens        | C        | États-Unis  | Bruins de Boston                                                    | Eagles de Boston College (NCAA)         |
| 8    | Jake O'Brien        | C        | Canada      | Kraken de Seattle                                                   | Bulldogs de Brantford (LHO)             |
| 9    | Radim Mrtka         | D        | Tchéquie    | Sabres de Buffalo                                                   | Thunderbirds de Seattle (LHOu)          |
| 10   | Roger McQueen       | C        | Canada      | Ducks d'Anaheim                                                     | Wheat Kings de Brandon (LHOu)           |
| 11   | Benjamin Kindel     | C        | Canada      | Penguins de Pittsburgh                                              | Hitmen de Calgary (LHOu)                |
| 12   | Jack Nesbitt        | C        | Canada      | Flyers de Philadelphie (de NY Rangers via Vancouver via Pittsburgh) | Spitfires de Windsor (LHO)              |
| 13   | Carter Bear         | AG       | Canada      | Red Wings de Détroit                                                | Silvertips d'Everett (LHOu)             |
| 14   | Jackson Smith       | D        | Canada      | Blue Jackets de Columbus                                            | Americans de Tri-City (LHOu)            |
| 15   | Braeden Cootes      | C        | Canada      | Canucks de Vancouver                                                | Thunderbirds de Seattle (LHOu)          |
| 16   | Victor Eklund       | AD       | Suède       | Islanders de New York (de Calgary via Montréal)                     | Djurgården Hockey (Allsvenskan)         |
| 17   | Kashawn Aitcheson   | D        | Canada      | Islanders de New York (de Montréal)                                 | Colts de Barrie (LHO)                   |
| 18   | Cole Reschny        | C        | Canada      | Flames de Calgary (du New Jersey)                                   | Royals de Victoria (LHOu)               |
| 19   | Justin Carbonneau   | AD       | Canada      | Blues de Saint-Louis                                                | Armada de Blainville-Boisbriand (LHJMQ) |
| 20   | Piotr Andreïanov    | G        | Russie      | Blue Jackets de Columbus (du Minnesota)                             | Krasnaïa Armia (MHL)                    |
| 21   | Cameron Reid        | D        | Canada      | Predators de Nashville (d'Ottawa)                                   | Rangers de Kitchener (LHO)              |
| 22   | Bill Zonnon         | AD       | Canada      | Penguins de Pittsburgh (du Colorado via Philadelphie)               | Huskies de Rouyn-Noranda (LHJMQ)        |
| 23   | Logan Hensler       | D        | États-Unis  | Sénateurs d'Ottawa (de Tampa Bay via Nashville)                     | Badgers du Wisconsin (Big 10)           |
| 24   | William Horcoff     | C        | Canada      | Penguins de Pittsburgh (de Los Angeles)                             | Wolverines du Michigan (Big 10)         |
| 25   | Vaclav Nestrasil    | AD       | Tchéquie    | Blackhawks de Chicago (de Toronto)                                  | Lumberjacks de Muskegon (USHL)          |
| 26   | Ryker Lee           | AD       | États-Unis  | Predators de Nashville (de Vegas via San Jose)                      | Capitols de Madison (USHL)              |
| 27   | Lynden Lakovic      | AG       | Canada      | Capitals de Washington                                              | Warriors de Moose Jaw (LHOu)            |
| 28   | Sascha Boumedienne  | D        | Suède       | Jets de Winnipeg                                                    | Terriers de Boston (HE)                 |
| 29   | Mason West          | C        | États-Unis  | Blackhawks de Chicago (de Caroline)                                 | École secondaire de Edina (Minnesota)   |
| 30   | Joshua Ravensbergen | G        | Canada      | Sharks de San Jose (de Dallas)                                      | Cougars de Prince George (LHOu)         |
| 31   | Henry Brzustewicz   | D        | États-Unis  | Kings de Los Angeles (d'Edmonton via Philadelphie via Pittsburgh)   | Knights de London (LHO)                 |
| 32   | Cullen Potter       | C        | États-Unis  | Flames de Calgary (de la Floride)                                   | Sun Devils d'Arizona State (NCHC)       |

### Deuxième tour

#### Sélection
| Rang | Joueur             | Position | Nationalité | Équipe LNH                                                                | Repêché de                           |
| ---- | ------------------ | -------- | ----------- | ------------------------------------------------------------------------- | ------------------------------------ |
| 33   | Haoxi Wang         | D        | Chine       | Sharks de San José                                                        | Generals d'Oshawa (LHO)              |
| 34   | Aleksandr Jarovski | AD       | Russie      | Canadiens de Montréal (de Chicago via Caroline)                           | Tolpar Oufa (MHL)                    |
| 35   | Jacob Rombach      | D        | États-Unis  | Predators de Nashville                                                    | Stars de Lincoln (USHL)              |
| 36   | Blake Fiddler      | D        | États-Unis  | Kraken de Seattle (de Philadelphie)                                       | Oil Kings d'Edmonton (LHOu)          |
| 37   | Milton Gästrin     | C        | Suède       | Capitals de Washington (de Boston)                                        | MODO Hockey U20 (J20 Superelit)      |
| 38   | Carter Amico       | D        | États-Unis  | Flyers de Philadelphie (de Seattle)                                       | USNTDP (USHL)                        |
| 39   | Peyton Kettles     | D        | Canada      | Penguins de Pittsburgh (de Buffalo)                                       | Broncos de Swift Current (LHOu)      |
| 40   | Jack Murtagh       | AG       | États-Unis  | Flyers de Philadelphie (d'Anaheim)                                        | USNTDP (USHL)                        |
| 41   | Semion Frolov      | G        | Russie      | Hurricanes de la Caroline (de Pittsburgh via Montréal)                    | MHK Spartak (MHL)                    |
| 42   | Daniil Prokhorov   | AD       | Russie      | Islanders de New York                                                     | HK Dinamo Saint-Pétersbourg (MHL)    |
| 43   | Malcolm Spence     | AG       | Canada      | Rangers de New York (de NY Rangers via Utah et Colorado)                  | Otters d'Érié (LHO)                  |
| 44   | Eddie Genborg      | C        | Suède       | Red Wings de Détroit                                                      | Linköping HC (Elitserien)            |
| 45   | Eric Nilson        | C        | Suède       | Ducks d'Anaheim (de Columbus via Philadelphie)                            | Djurgården Hockey (Allsvenskan)      |
| 46   | Max Psenicka       | D        | Tchéquie    | Mammoth de l'Utah                                                         | Winterhawks de Portland (LHOu)       |
| 47   | Alekseï Medvedev   | G        | Russie      | Canucks de Vancouver                                                      | Knights de London (LHO)              |
| 48   | Shane Vansaghi     | AD       | États-Unis  | Flyers de Philadelphie (de Calgary)                                       | Spartans de Michigan State (Big 10)  |
| 49   | Charlie Cerrato    | C        | États-Unis  | Hurricanes de la Caroline (de Montréal)                                   | Nittany Lions de Penn State (Big 10) |
| 50   | Conrad Fondrk      | C        | États-Unis  | Devils du New Jersey                                                      | USNTDP (USHL)                        |
| 51   | William Moore      | C        | Canada      | Bruins de Boston (de Saint-Louis via Pittsburgh, Saint-Louis et Edmonton) | USNTDP (USHL)                        |
| 52   | Theodor Hallquisth | D        | Suède       | Wild du Minnesota                                                         | Örebro HK (J20 Superelit)            |
| 53   | Cole McKinney      | C        | États-Unis  | Sharks de San José (d'Ottawa)                                             | USNTDP (USHL)                        |
| 54   | Theo Stockselius   | C        | Suède       | Flames de Calgary (du Colorado via Washington)                            | Djurgården Hockey (Allsvenskan)      |
| 55   | Jakob Ihs Wozniak  | AD       | Suède       | Goolden Knights de Vegas (de Tampa Bay via Nashville)                     | Luleå HF U20 (J20 Superelit)         |
| 56   | Ethan Czata        | C        | Canada      | Lightning de Tampa Bay (de Los Angeles)                                   | IceDogs de Niagara (LHO)             |
| 57   | Matthew Gard       | C        | Canada      | Flyers de Philadelphie (de Toronto via Utah, Tampa Bay et Seattle)        | Rebels de Red Deer (LHOu)            |
| 58   | Jack Ivankovic     | G        | Canada      | Predators de Nashville (de Vegas)                                         | Steelheads de Brampton (LHO)         |
| 59   | Vojtěch Čihař      | AG       | Tchéquie    | Kings de Los Angeles (de Washington via Pittsburgh)                       | HC Energie Karlovy Vary (Extraliga)  |
| 60   | Lasse Boelius      | D        | Finlande    | Ducks d'Anaheim (de Winnipeg via New Jersey)                              | Ässät (SM-ligga)                     |
| 61   | Liam Pettersson    | D        | Suède       | Bruins de Boston (de la Caroline via Colorado)                            | Växjö Lakers U20 (J20 Superelit)     |
| 62   | Ivan Riabkine      | C        | Russie      | Hurricanes de la Caroline (de Dallas via Chicago)                         | Lumberjacks de Muskegon (USHL)       |
| 63   | Benjamin Kevan     | AD       | États-Unis  | Devils du New Jersey (d'Edmonton via Utah)                                | Buccaneers de Des Moines (USHL)      |
| 64   | Tinus Luc Koblar   | C        | Norvège     | Maple Leafs de Toronto (de la Floride)                                    | Leksands IF U20 (J20 Superelit)      |

### Troisième tour

#### Sélection
| Rang | Joueur              | Position | Nationalité | Équipe LNH                                                          | Repêché de                                 |
| ---- | ------------------- | -------- | ----------- | ------------------------------------------------------------------- | ------------------------------------------ |
| 65   | Kieren Dervin       | C        | Canada      | Canucks de Vancouver (de San José via Vegas et NY Rangers)          | Collège St. Andrews (Ontario)              |
| 66   | Nathan Behm         | AD       | Canada      | Blackhawks de Chicago (via Chicago et Caroline)                     | Blazers de Kamloops (LHOu)                 |
| 67   | Kourban Limatov     | D        | Russie      | Hurricanes de la Caroline (via Ottawa et Nashville)                 | HK MVD (MHL)                               |
| 68   | Will Reynolds       | D        | Canada      | Kraken de Seattle (de Philadelphie)                                 | Titan d'Acadie-Bathurst (LHJMQ)            |
| 69   | Hayden Paupanekis   | C        | Canada      | Canadiens de Montréal (de Boston)                                   | Rockets de Kelowna (LHOu)                  |
| 70   | Sean Barnhill       | D        | États-Unis  | Rangers de New York (de Seattle)                                    | Fighting Saints de Dubuque (USHL)          |
| 71   | David Bedkowski     | D        | Canada      | Sabres de Buffalo                                                   | Attack d'Owen Sound (LHO)                  |
| 72   | Noah Read           | C        | Canada      | Ducks d'Anaheim                                                     | Knights de London (LHO)                    |
| 73   | Charlton Trethewey  | D        | États-Unis  | Penguins de Pittsburgh                                              | USNTDP (USHL)                              |
| 74   | Luca Romano         | C        | Canada      | Islanders de New York                                               | Rangers de Kitchener (LHO)                 |
| 75   | Michal Pradel       | G        | Slovaquie   | Red Wings de Détroit (de NY Rangers via Utah)                       | Americans de Tri-City (LHOu)               |
| 76   | Malte Vass          | D        | Suède       | Blue Jackets de Columbus (de Détroit)                               | Färjestad BK U20 (J20 Superelit)           |
| 77   | Francesco Dell'elce | D        | Canada      | Avalanche du Colorado (de Columbus)                                 | River Hawks de l'UMass-Lowell (HE)         |
| 78   | Stepan Hoch         | AG       | Tchéquie    | Mammoth de l'Utah                                                   | ČEZ Motor České Budějovice (Tchéquie jr)   |
| 79   | Cooper Simpson      | AG       | États-Unis  | Bruins de Boston (de Vancouver via Montréal)                        | École secondaire de Shakopee (Minnesota)   |
| 80   | Maceo Phillips      | D        | États-Unis  | Flames de Calgary                                                   | USNTDP (USHL)                              |
| 81   | Bryce Pickford      | D        | Canada      | Canadiens de Montréal                                               | Tigers de Medicine Hat (LHOu)              |
| 82   | Arseni Radzkou      | G        | Biélorussie | Canadiens de Montréal (du New Jersey)                               | Tyumensky Legion (MHL)                     |
| 83   | Tommy Lafreniere    | AD       | Canada      | Oilers d'Edmonton (de Saint-Louis)                                  | Blazers de Kamloops (LHOu)                 |
| 84   | Gabriel D'Aigle     | G        | Canada      | Penguins de Pittsburgh (du Minnesota via Philadelphie et Nashville) | Tigres de Victoriaville (LHJMQ)            |
| 85   | Mateo Nobert        | C        | Canada      | Golden Knights de Vegas (d'Ottawa via Saint-Louis via Pittsburgh)   | Armada de Blainville-Boisbriand (LHJMQ)    |
| 86   | Tyler Hopkins       | C        | Canada      | Maple Leafs de Toronto (du Colorado via Nashville et San José)      | Frontenacs de Kingston (LHO)               |
| 87   | Roman Baousov       | D        | Russie      | Hurricanes de la Caroline (de Tampa Bay)                            | HK Dinamo Saint-Pétersbourg (MHL)          |
| 88   | Kristian Epperson   | AG       | États-Unis  | Kings de Los Angeles                                                | Spirit de Saginaw (LHO)                    |
| 89   | Artiom Gontchar     | D        | Russie      | Rangers de New York (de Toronto via Anaheim)                        | Stalnye Lisy (MHL)                         |
| 90   | Mason Moe           | C        | États-Unis  | Devils du New Jersey (de Vegas)                                     | Capitols de Madison (USHL)                 |
| 91   | Brady Peddle        | D        | Canada      | Penguins de Pittsburgh (de Washington via Vegas)                    | Black Hawks de Waterloo (USHL)             |
| 92   | Owen Martin         | C        | Canada      | Jets de Winnipeg                                                    | Chiefs de Spokane (LHOu)                   |
| 93   | Blake Vanek         | AD       | États-Unis  | Sénateurs d'Ottawa (de la Caroline via Washington)                  | École secondaire de Stillwater (Minnesota) |
| 94   | Cameron Schmidt     | AD       | Canada      | Stars de Dallas                                                     | Giants de Vancouver (LHOu)                 |
| 95   | Teddy Mutryn        | C        | États-Unis  | Sharks de San José (d'Edmonton)                                     | Steel de Chicago (USHL)                    |
| 96   | Maxim Schäfer       | AG       | Allemagne   | Capitals de Washington (de la Floride via Ottawa)                   | Eisbären Berlin (DEL)                      |

### Quatrième tour

#### Sélection
| Rang | Joueur                | Position | Nationalité | Équipe LNH                                                  | Repêché de                                       |
| ---- | --------------------- | -------- | ----------- | ----------------------------------------------------------- | ------------------------------------------------ |
| 97   | Lucas Beckman         | G        | Canada      | Sénateurs d'Ottawa (de San José)                            | Drakkar de Baie-Comeau (LHJMQ)                   |
| 98   | Julius Sumpf          | C        | Allemagne   | Blackhawks de Chicago                                       | Wildcats de Moncton (LHJMQ)                      |
| 99   | Trenten Bennett       | G        | Canada      | Devils du New Jersey (de Nashville)                         | 73's de Kemptville (CCHL)                        |
| 100  | Vashek Blanár         | D        | États-Unis  | Bruins de Boston (de Philadelphie via Toronto)              | IF Troja-Ljungby U20 (J20 Superelit)             |
| 101  | Drew Schock           | D        | États-Unis  | Ducks d'Anaheim (de Boston via Détroit)                     | USNTDP (USHL)                                    |
| 102  | Adam Benák            | C        | Tchéquie    | Wild du Minnesota (de Seattle)                              | Phantoms de Youngstown (USHL)                    |
| 103  | Matous Kucharcik      | C        | Tchéquie    | Sabres de Buffalo                                           | HC Slavia Prague jr. (Tchéquie jr)               |
| 104  | Elijah Neuenschwander | G        | Suisse      | Ducks d'Anaheim (d'Anaheim via NY Rangers)                  | Fribourg-Gottéron Young Dragons (Juniors Élites) |
| 105  | Travis Hayes          | AD       | États-Unis  | Penguins de Pittsburgh                                      | Greyhounds de Sault-Sainte-Marie (LHO)           |
| 106  | Tomas Poletin         | AG       | Tchéquie    | Islanders de New York                                       | Pelicans Lahti (SM-Liiga)                        |
| 107  | Parker Holmes         | AG       | Canada      | Blackhawks de Chicago (de NY Rangers)                       | Bulldogs de Brantford (LHO)                      |
| 108  | Benjamin Rautiainen   | C        | Finlande    | Lightning de Tampa Bay (de Détroit via Montréal via Boston) | Tappara (SM-Liiga)                               |
| 109  | Brent Solomon         | AD       | États-Unis  | Red Wings de Détroit (de Columbus)                          | Écolse secondaire de Champlin Park (Minnesota)   |
| 110  | Iehor Borykau         | AD       | Biélorussie | Mammoth de l'Utah                                           | HK Dinamo Minsk (KHL)                            |
| 111  | Mikkel Eriksen        | C        | Norvège     | Rangers de New York (de Vancouver via Colorado)             | Färjestad BK U20 (J20 Superelit)                 |
| 112  | Mads Kongsbak Klyvø   | AG       | Danemark    | Panthers de la Floride (de Calgary)                         | Frölunda HC U20 (J20 Superelit)                  |
| 113  | John Mooney           | C        | États-Unis  | Canadiens de Montréal                                       | USNTDP (USHL)                                    |
| 114  | Gustav Hillström      | C        | Suède       | Devils du New Jersey                                        | Brynäs IF U20 (J20 Superelit)                    |
| 115  | Ilias Magomedsultanov | D        | Russie      | Sharks de San José (de Saint-Louis via Columbus)            | Loko (MHL)                                       |
| 116  | Samuel Meloche        | G        | Canada      | Sabres de Buffalo (du Minnesota via Anaheim)                | Huskies de Rouyn-Noranda (LHJMQ)                 |
| 117  | David Lewandowski     | AG       | Allemagne   | Oilers d'Edmonton (d'Ottawa via Edmonton et Vancouver)      | Blades de Saskatoon (LHOu)                       |
| 118  | Linus Funck           | D        | Suède       | Avalanche du Colorado                                       | Luleå HF U20 (J20 Superelit)                     |
| 119  | Michal Svrcek         | AG       | Slovaquie   | Red Wings de Détroit (de Tampa Bay)                         | Brynäs IF U20 (J20 Superelit)                    |
| 120  | Caeden Herrington     | D        | États-Unis  | Kings de Los Angeles                                        | Stars de Lincoln (USHL)                          |
| 121  | Lirim Amidovski       | AD       | Canada      | Wild du Minnesota (de Toronto)                              | Battalion de North Bay (LHO)                     |
| 122  | Alex Huang            | D        | Canada      | Predators de Nashville (de Vegas)                           | Saguenéens de Chicoutimi (LHJMQ)                 |
| 123  | Carter Klippenstein   | C        | Canada      | Wild du Minnesota (de Washington)                           | Wheat Kings de Brandon (LHOu)                    |
| 124  | Zachary Sharp         | D        | États-Unis  | Sharks de San José (de Winnipeg via San José et Dallas)     | Broncos de Western Michigan (NCHC)               |
| 125  | Jimmy Lombardi        | C        | Canada      | Kings de Los Angeles (de la Caroline)                       | Firebirds de Flint (LHO)                         |
| 126  | Brandon Gorzynski     | C        | États-Unis  | Stars de Dallas (de Dallas via NY Rangers et Seattle)       | Hitmen de Calgary (LHOu)                         |
| 127  | Aiden Foster          | C        | Canada      | Lightning de Tampa Bay (d'Edmonton)                         | Cougars de Prince George (LHOu)                  |
| 128  | Shea Busch            | AG       | Canada      | Panthers de la Floride                                      | Silvertips d'Everett (LHOu)                      |

### Cinquième tour

#### Sélection
| Rang | Joueur                 | Position | Nationalité | Équipe LNH                                                    | Repêché de                             |
| ---- | ---------------------- | -------- | ----------- | ------------------------------------------------------------- | -------------------------------------- |
| 129  | Shamar Moses           | AD       | Canada      | Panthers de la Floride (de San José)                          | Battalion de North Bay (LHO)           |
| 130  | Ryan Miller            | C        | Canada      | Penguins de Pittsburgh (de Chicago via Toronto et Washington) | Winterhawks de Portland (LHOu)         |
| 131  | Asher Barnett          | D        | États-Unis  | Oilers d'Edmonton (de Nashville)                              | USNTDP (USHL)                          |
| 132  | Max Westergard         | AG       | Finlande    | Flyers de Philadelphie                                        | Frolunda HC J20 (J20 Nationell)        |
| 133  | Cole Chandler          | C        | Canada      | Bruins de Boston                                              | Cataractes de Shawinigan (LHJMQ)       |
| 134  | Maksim Agafonov        | D        | Russie      | Kraken de Seattle                                             | Tolpar Oufa (MHL)                      |
| 135  | Noah Laberge           | D        | Canada      | Sabres de Buffalo                                             | Titan d'Acadie-Bathurst (LHJMQ)        |
| 136  | Alexis Mathieu         | D        | Canada      | Ducks d'Anaheim                                               | Drakkar de Baie-Comeau (LHJMQ)         |
| 137  | William Belle          | AD       | États-Unis  | Maple Leafs de Toronto (de Pittsburgh)                        | USNTDP (USHL)                          |
| 138  | Sam Laurila            | D        | États-Unis  | Islanders de New York                                         | Force de Fargo (USHL)                  |
| 139  | Zeb Lindgren           | D        | Suède       | Rangers de New York                                           | Skellefteå AIK J20 (J20 Nationell)     |
| 140  | Nikita Tioukine        | D        | Russie      | Red Wings de Détroit                                          | JHK Spartar (MHL)                      |
| 141  | Justin Kipkie          | D        | Canada      | Wild du Minnesota (de Columbus)                               | Royals de Victoria (LHOu)              |
| 142  | Ivan Tkatch-Tkatchenko | G        | Russie      | Mammoth de l'Utah                                             | Tolpar Oufa (MHL)                      |
| 143  | Wilson Bjorck          | C        | Suède       | Canucks de Vancouver                                          | Djurgardens Hockey (Allsvenskan)       |
| 144  | Ethan Wyttenbach       | AG       | États-Unis  | Flames de Calgary                                             | Stampede de Sioux Falls (USHL)         |
| 145  | Alexis Cournoyer       | G        | Canada      | Canadiens de Montréal                                         | Eagles du Cap-Breton (LHJMQ)           |
| 146  | Atte Joki              | C        | Finlande    | Stars de Dallas (du New Jersey)                               | Lukko U20 (U20 SM-sarja)               |
| 147  | Mikhaïl Fiodorov       | AD       | Russie      | Blues de Saint-Louis                                          | Stalnye Lisy (MHL)                     |
| 148  | Quinn Beauchesne       | D        | Canada      | Penguins de Pittsburgh (du Minnesota via NY Rangers)          | Storm de Guelph (LHO)                  |
| 149  | Dmitri Isaïev          | AG       | Russie      | Sénateurs d'Ottawa                                            | JHC Avto (MHL)                         |
| 150  | Max Heise              | C        | États-Unis  | Sharks de San José (du Colorado)                              | Vees de Penticton (BCHL)               |
| 151  | Everett Baldwin        | D        | États-Unis  | Lightning de Tampa Bay                                        | St. George's (USHS-Prep)               |
| 152  | Petteri Rimpinen       | G        | Finlande    | Kings de Los Angeles                                          | Kiekko-Espoo (Liiga)                   |
| 153  | Harry Nansi            | AD       | Canada      | Maple Leafs de Toronto                                        | Attack d'Owen Sound (LHO)              |
| 154  | Jordan Charron         | AD       | Canada      | Penguins de Pittsburgh (de Vegas)                             | Greyhounds de Sault-Sainte-Marie (LHO) |
| 155  | Jackson Crowder        | C        | États-Unis  | Capitals de Washington                                        | Steel de Chicago (USHL)                |
| 156  | Viktor Klingsell       | AD       | Suède       | Jets de Winnipeg                                              | Skelleftea AIK J20 (J20 Nationell)     |
| 157  | Luke Vlooswyk          | D        | Canada      | Flyers de Philadelphie (de la Caroline)                       | Rebels de Red Deer (LHOu)              |
| 158  | Måns Goos              | G        | Suède       | Stars de Dallas                                               | Farjestad BK J20 (J20 Nationell)       |
| 159  | Émile Guité            | AG       | Canada      | Ducks d'Anaheim (d'Edmonton)                                  | Saguenéens de Chicoutimi (LHJMQ)       |
| 160  | Owen Griffin           | C        | Canada      | Blue Jackets de Columbus (de la Floride)                      | Generals d'Oshawa (LHO)                |

### Sixième tour

#### Sélection
| Rang | Joueur                | Position | Nationalité | Équipe LNH                                    | Repêché de                               |
| ---- | --------------------- | -------- | ----------- | --------------------------------------------- | ---------------------------------------- |
| 161  | David Rozsival        | AD       | Tchéquie    | Devils du New Jersey (de San José)            | HC Bílí Tygři Liberec U20 (Tchéquie U20) |
| 162  | Ashton Cumby          | D        | Canada      | Blackhawks de Chicago                         | Thunderbirds de Seattle (LHOu)           |
| 163  | Daniel Nieminen       | D        | Finlande    | Predators de Nashville                        | Pelicans Lahti (Liiga)                   |
| 164  | Nathan Quinn          | C        | Canada      | Flyers de Philadelphie                        | Remparts de Québec (LHJMQ)               |
| 165  | Kirill Iemelianov     | C        | Russie      | Bruins de Boston                              | Loko (MHL)                               |
| 166  | Samuel Jung           | AD       | Tchéquie    | Rangers de New York (de Seattle)              | Kärpät Oulu U20 (U20 SM-sarja)           |
| 167  | Ashton Schultz        | C        | États-Unis  | Sabres de Buffalo                             | Steel de Chicago (USHL)                  |
| 168  | Anthony Allain-Samake | D        | Canada      | Ducks d'Anaheim                               | Musketeers de Sioux City (USHL)          |
| 169  | Carter Sanderson      | AG       | États-Unis  | Penguins de Pittsburgh                        | Lumberjacks de Muskegon (USHL)           |
| 170  | Burke Hood            | G        | Canada      | Islanders de New York                         | Giants de Vancouver (LHO)                |
| 171  | Evan Passmore         | D        | Canada      | Rangers de New York                           | Colts de Barrie (LHO)                    |
| 172  | Will Murphy           | D        | Canada      | Red Wings de Détroit                          | Eagles du Cape Breton (LHJMQ)            |
| 173  | Victor Hedin Raftheim | D        | Suède       | Blue Jackets de Columbus                      | Brynäs IF J20 (J20 Nationell)            |
| 174  | Ludvig Johnson        | D        | Suisse      | Mammoth de l'Utah                             | EV Zoug U20 (U20-Elit)                   |
| 175  | Gabriel Chiarot       | AD       | Canada      | Canucks de Vancouver                          | Steelheads de Brampton (LHO)             |
| 176  | Aidan Lane            | AD       | Canada      | Flames de Calgary                             | St. Andrew's (CISAA)                     |
| 177  | Carlos Händel         | D        | Allemagne   | Canadiens de Montréal                         | Mooseheads de Halifax (LHJMQ)            |
| 178  | Sigge Holmgren        | D        | Suède       | Devils du New Jersey                          | Brynäs IF J20 (J20 Nationell)            |
| 179  | Love Härenstam        | G        | Suède       | Blues de Saint-Louis                          | Skelleftea J20 (J20 Nationell)           |
| 180  | Aron Dahlqvist        | D        | Suède       | Capitals de Washington (du Minnesota)         | Brynäs IF J20 (J20 Nationell)            |
| 181  | Bruno Idžan           | AG       | Croatie     | Sénateurs d'Ottawa                            | Stars de Lincoln (USHL)                  |
| 182  | Reko Alanko           | D        | Finlande    | Mammoth de l'Utah (du Colorado via Nashville) | Jokerit U20 (U20 SM-sarja)               |
| 183  | Viggo Nordlund        | AG       | Suède       | Hurricanes de la Caroline (de Tampa Bay)      | Skelleftea J20) (J20 Nationell)          |
| 184  | Ján Chovan            | C        | Slovaquie   | Kings de Los Angeles                          | Tappara U20 (U20 SM-sarja)               |
| 185  | Rylan Fellinger       | D        | Canada      | Maple Leafs de Toronto                        | Firebirds de Flint (LHO)                 |
| 186  | Alexander Weiermair   | C        | États-Unis  | Golden Knights de Vegas                       | Winterhawks de Portland (LHOu)           |
| 187  | Gustav Sjöqvist       | D        | Suède       | Golden Knights de Vegas (de Washington)       | AIK (Allsvenskan)                        |
| 188  | Edison Engle          | D        | États-Unis  | Jets de Winnipeg                              | Fighting Saints de Dubuque (USHL)        |
| 189  | Andrew MacNiel        | D        | Canada      | Canadiens de Montréal (de la Caroline)        | Rangers de Kitchener (LHO)               |
| 190  | Dawson Sharkey        | AD       | Canada      | Stars de Dallas                               | Titan d'Acadie-Bathurst (LHJMQ)          |
| 191  | Daniel Salonen        | G        | Finlande    | Oilers d'Edmonton                             | Lukko U20 (U20 SM-sarja)                 |
| 192  | Arvid Drott           | AG       | Suède       | Panthers de la Floride                        | Djurgardens Hockey J20 (J20 Nationell)   |

### Septième tour

#### Sélection
| Rang | Joueur                   | Position | Nationalité | Équipe LNH                                     | Repêché de                               |
| ---- | ------------------------ | -------- | ----------- | ---------------------------------------------- | ---------------------------------------- |
| 193  | Caleb Heil               | G        | États-Unis  | Lightning de Tampa Bay (de San José)           | Capitols de Madison (USHL)               |
| 194  | Ilia Kanarski            | G        | Russie      | Blackhawks de Chicago                          | AKM Tula (MHL)                           |
| 195  | Melvin Novotny           | AG       | Suède       | Sabres de Buffalo (de Nashville)               | Lumberjacks de Muskegon (USHL)           |
| 196  | Brendan McMorrow         | C        | États-Unis  | Kings de Los Angeles (de Philadelphie)         | Black Hawks de Waterloo (USHL)           |
| 197  | Brendan Dunphy           | D        | États-Unis  | Panthers de la Floride (de Boston via Chicago) | Wild de Wenatchee (LHOu)                 |
| 198  | Jeremy Loranger          | C        | Canada      | Blue Jackets de Columbus (de Seattle)          | Crusaders de Sherwood Park (BCHL)        |
| 199  | Iawhen Prokhanaw         | G        | Biélorussie | Sabres de Buffalo                              | Dinamo-Shinnik Bobruysk (MHL)            |
| 200  | Brady Turko              | AD       | Canada      | Ducks d'Anaheim                                | Wheat Kings de Brandon (LHOu)            |
| 201  | Kale Dach                | C        | Canada      | Penguins de Pittsburgh                         | Crusaders de Sherwood Park (BCHL)        |
| 202  | Jacob Kvasnicka          | AD       | États-Unis  | Islanders de New York                          | USNTDP (USHL)                            |
| 203  | Felix Färhammar          | D        | Suède       | Rangers de New York                            | Örebro HK (SHL)                          |
| 204  | Grayden Robertson-Palmer | C        | États-Unis  | Red Wings de Détroit                           | Big Blue de Phillips Andover (USHS-Prep) |
| 205  | Karl Annborn             | D        | Suède       | Kraken de Seattle (de Columbus)                | HV71 (SHL)                               |
| 206  | Roman Louttsev           | C        | Russie      | Lightning de Tampa Bay (de l'Utah)             | Loko (MHL)                               |
| 207  | Matthew Lansing          | C        | États-Unis  | Canucks de Vancouver                           | Force de Fargo (USHL)                    |
| 208  | Jakob Leander            | D        | Suède       | Flames de Calgary                              | HV71 J20 (J20 Nationell)                 |
| 209  | Maxon Vig                | D        | États-Unis  | Canadiens de Montréal                          | RoughRiders de Cedar Rapids (USHL)       |
| 210  | Richard Gallant          | AG       | États-Unis  | Sharks de San José (du New Jersey)             | USNTDP (USHL)                            |
| 211  | Ian Matveïko             | AG       | Russie      | Flames de Calgary (de Saint-Louis via Détroit) | Krasnaya Armiya Moskva (MHL)             |
| 212  | Grant Spada              | D        | Canada      | Lightning de Tampa Bay (du Minnesota)          | Storm de Guelph (LHO)                    |
| 213  | Andreï Trofimov          | G        | Russie      | Sénateurs d'Ottawa                             | Stalnye Lisy Magnitogorsk (MHL)          |
| 214  | Nolan Roed               | C        | États-Unis  | Avalanche du Colorado                          | Storm de Tri-City (LHOu)                 |
| 215  | Marco Mignosa            | AD       | Canada      | Lightning de Tampa Bay                         | Greyhounds de Soo (LHO)                  |
| 216  | William Sharpe           | D        | Canada      | Kings de Los Angeles                           | Rockets de Kelowna (LHOu)                |
| 217  | Matthew Hlacar           | AG       | Canada      | Maple Leafs de Toronto                         | Rangers de Kitchener (LHO)               |
| 218  | Loke Krantz              | AD       | Suède       | Kraken de Seattle (de Vegas via Columbus)      | Linkoping HC J20 (J20 Nationell)         |
| 219  | Ryan Rucinski            | C        | États-Unis  | Sabres de Buffalo (de Washington via San José) | Phantoms de Youngstown (USHL)            |
| 220  | Jacob Cloutier           | AD       | Canada      | Jets de Winnipeg                               | Spirit de Saginaw (LHO)                  |
| 221  | Filip Ekberg             | AD       | Suède       | Hurricanes de la Caroline                      | 67's d'Ottawa (LHO)                      |
| 222  | Charlie Paquette         | AD       | Canada      | Stars de Dallas                                | Storm de Guelph (LHO)                    |
| 223  | Aidan Park               | C        | États-Unis  | Oilers d'Edmonton                              | Gamblers de Green Bay (USHL)             |
| 224  | Iegor Midlak             | G        | Russie      | Panthers de la Floride                         | JHC Spartak (MHL)                        |